# 韋斯爾布雷阿峰
61°35′37″N 8°06′42″E / 61.59361°N 8.11167°E
韋斯爾布雷阿峰是挪威的山峰，位於該國東南部內陸郡，處於洛姆，距離首都奧斯陸230公里，屬於尤通黑門山脈的一部分，海拔高度2,092米，受凍原氣候影響。